# جوزياس بورتر
جوزياس ليزلي بورتر (بالإنجليزية: Josias Leslie Porter) (4 أكتوبر 1823 – 16 مارس 1889) كان مبشّرًا أيرلنديًا وجغرافيًا وكاتبًا، عُرف بعمله التبشيري في الشرق الأوسط وبتوثيقه للمواقع الجغرافية والتاريخية في سوريا وفلسطين خلال القرن التاسع عشر.

## حياته
وُلد بورتر في بيليناهون بأيرلندا ودرس في كلية بلفاست. انضم إلى البعثة التبشيرية البروتستانتية وقضى خمس سنوات (1855–1859) في دمشق، حيث قام بعمل تبشيري موسّع واهتم بتوثيق الآثار والتاريخ المحلي.

## مؤلفاته
ألف بورتر عددًا من الكتب المهمة التي لا تزال تُعد مصادر مرجعية في الدراسات الجغرافية والتاريخية عن المشرق العربي، من أبرزها:
- خمسة أعوام في دمشق (Five Years in Damascus)

- اليد والكتاب (The Giant Cities of Bashan and Syria's Holy Places)

## لاحقًا
بعد عودته إلى أيرلندا، شغل منصب أستاذ وأصبح رئيسًا لكلية كوينز في بلفاست. توفي عام 1889 عن عمر يناهز 65 عامًا.